# Szydlice (Kościerzyna)
Szydlice (kaszb. Szëdlëce, niem. Schidlitz) - dawna wieś (folwark), a następnie przedmieście położone na zachód od centrum Kościerzyny, przy obecnej drodze krajowej nr 20 ze Stargardu do Gdyni. 
W 1772 znajdował się tu folwark, należący do miasta Kościerzyna. W końcu XIX wieku Szydlice były siedzibą gminy o powierzchni 596 ha, obejmującej Cegielnię, Wierzysko i Szarlotę, zamieszkiwanej przez 262 osoby (168 katolików i 94 ewangelików). W początku XX wieku liczba mieszkańców wzrosła do 740.
Nazwę Szydlice, wzmiankowaną po raz pierwszy w 1570, Stefan Hrabec wywodził od nazwy gdańskiego przedmieścia Siedlce, zwanego dawniej gwarowo Szydlicami.
W północnej części dzielnicy znajduje się szpital specjalistyczny, którego budowę rozpoczęto w latach 80. XX wieku. Koncepcja militarna Układu Warszawskiego zakadała wykorzystanie infrastruktury kompleksu szpitalnego jako zaplecza sanitarnego dla Trójmiasta w wypadku użycia broni masowego rażenia.